# Полулях Іво
Іво Полулях (1921, Черхава) — доктор економічних наук та професор Українського Вільного Університету.

## Життєпис
Іво Полулях народився 1921 року в Черхаві, що на Львівщині. Після закінчення середньої школи вступив до Львівського політехнічного інституту. У студентські роки вивчав у Львові архітектуру. Під час навчання в 1939 р. був заарештований за антирадянську діяльність. У червні 1941-го втік із ув'язнення та повернувся до навчання в інституті. Згодом Іво змушений був емігрувати до Німеччини. З 16 років — член ОУН, був головним редактором журналу.
Закінчивши студії магістерськими і докторськими іспитами, працював на посаді професора фінансової науки й економічної політики Українського Вільного Університету та різних німецьких інститутів.

## Наукова діяльність
Читав лекції в багатьох Українських університетах.
У повоєнний час став відомим вченим-економістом, професором Українського вільного університету в Мюнхені, був очільником Академічного робочого кола «Україна», віце-президентом Міжнародної української економічної асоціації.
Іво Полулях брав участь у численних наукових конференціях, часто і охоче зустрічався із земляками, під час яких викладав своє бачення проблем глобалізації й суверенності національних держав, грошової політики в рамках соціального ринкового ладу, тощо.
Іво Полулях виступав з лекціями на тему українства в університетах цілого світу.
Поховання, як заповідав професор, відбудеться 2015.06.10 на могилі батьків в селі Черхава Самбірського району Львівської області.

## Публікації
- Сергій Реверчук, Іво Полулях. Історія економічних вчень / Навч. посібник. — Львів: Тріада плюс, 2007. — 352 с.